# Leporinus reinhardti
Leporinus reinhardti is een straalvinnige vissensoort uit de familie van de kopstaanders (Anostomidae). De wetenschappelijke naam van de soort werd in 1875 gepubliceerd door Christian Frederik Lütken.